# Діола (мови)

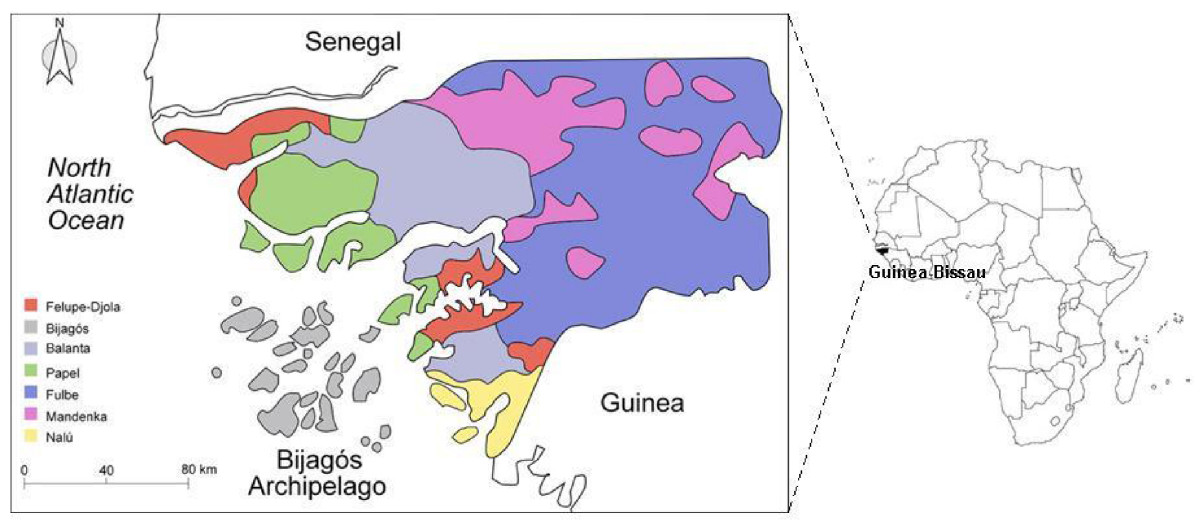
Поширення мов діола (на карті — Felupe-Djola) в Гвінеї-Бісау.

Діо́ла, дьола — підгрупа мов з групи Західноатлантичних мов. Поширена в західній Африці, на території Сенегалу, Гамбії та Гвінеї-Бісау.
На мові розмовляють представники групи народів діола — 600 тис. осіб (1983).
Група складається з таких мов:
- фоні
- фелуп (хулуф, карон)
- сусілай
- кватай
- байот

## Писемність
Писемність на основі латиниці. Є також офіційно затверджена версія арабського алфавіту (в Сенегалі).

### Латинське письмо
В Сенегалі мови діола записуються латинським письмом.
| A a | I i | Í í | O o | Ó ó | U u | E e | É é | Ë ë | B b | P p | T t | C c | J j |
| --- | --- | --- | --- | --- | --- | --- | --- | --- | --- | --- | --- | --- | --- |
| /a/ | /i/ | /ɪ/ | /ɔ/ | /o/ | /u/ | /ɛ/ | /e/ | /ə/ | /b/ | /p/ | /t/ | /c/ | /ɟ/ |

| D d | R r | S s | Ŋ ŋ | F f | K k | G g | L l | M m | N n | Ñ ñ | H h | W w | Y y |
| --- | --- | --- | --- | --- | --- | --- | --- | --- | --- | --- | --- | --- | --- |
| /d/ | /r/ | /s/ | /ŋ/ | /f/ | /k/ | /g/ | /l/ | /m/ | /n/ | /ɲ/ | /h/ | /w/ | /j/ |

### Арабське письмо
Арабська абетка для мов Сенегалу (волоф, серер, пулар, мандінка, сонінке, балант, діола) була стандартизована впродовж 1986—1990 років Міністерством освіти Сенегалу відділом розвитку національних мов (Directíon de la Promotion des Langues Nationales (DPLN)). Арабська абетка для мов діола повністю дублює латинську азбуку.
| Арабське       | МФА |
| -------------- | --- |
| َ◌              | [a] |
| ِ◌              | [i] |
| ࣶ◌ (зображення) | [ɪ] |
| ࣷ◌ (зображення) | [ɔ] |
| ٗ◌              | [o] |
| ُ◌              | [u] |
| ࣹ◌ (зображення) | [ɛ] |
| ࣺ◌ (зображення) | [e] |
| ࣴ◌ (зображення) | [ə] |

| Арабське | МФА |
| -------- | --- |
| ب‎        | [b] |
| ݒ‎        | [p] |
| ت‎        | [t] |
| ݖ‎        | [c] |
| ج‎        | [ɟ] |
| د‎        | [d] |
| ر‎        | [r] |
| س‎        | [s] |
| ‎ݝ‎‎        | [ŋ] |

| Арабське | МФА |
| -------- | --- |
| ف‎        | [f] |
| ک‎        | [k] |
| گ‎        | [ɡ] |
| ل‎        | [l] |
| م‎        | [m] |
| ن‎        | [n] |
| ݧ‎‎        | [ɲ] |
| ه‎‎        | [h] |
| و‎        | [w] |
| ي‎        | [j] |

- Буква ا‎ використовується для передачі голосних на початку слова як носій залежних знаків для голосних.